# Royaume de Karthli
1490–1762
Entités précédentes :
- Royaume de Géorgie

Entités suivantes :
- Royaume de Kartl-Kakhétie

Le royaume de Karthli (en géorgien: ქართლის სამეფო) est une monarchie du Bas Moyen Âge et de l'époque moderne dans l'est de la Géorgie, centrée sur la province de Karthli, avec sa capitale à Tbilissi. Il apparait dans le processus de division tripartite du royaume de Géorgie en 1478 et existe, à plusieurs brefs intervalles, jusqu'en 1762, lorsque la Karthli et le royaume géorgien voisin de Kakhétie sont fusionnés par succession dynastique sous la branche kakhétienne de la dynastie des Bagratides. Pendant une grande partie de cette période, le royaume est vassal des dynasties successives d'Iran, mais a connu des périodes intermittentes de plus grande indépendance, en particulier après 1747.

## Histoire

### Division du royaume de Géorgie
À partir des années 1450, des mouvements rivaux dans le royaume de Géorgie apparaissent entre des factions féodales concurrentes au sein de la maison royale des Bagratides et de la noblesse. Celles-ci ont provoqué une forte instabilité sur tout le territoire du royaume. Cette période a été caractérisée par la concurrence féodale, le séparatisme et la guerre civile.
La désintégration majeure du royaume géorgien date de 1463 avec la défaite de Georges VIII à la bataille de Tchikhori par le noble rebelle Bagrat. Ce dernier détruit tout vestige extérieur de l'unité nationale géorgienne en se proclamant roi d'Iméréthie. Cette décision mène au début de la désintégration globale de l'ancienne monarchie des État géorgiens unis.
À la suite de sa défaite de 1465, Georges VIII est capturé par Qvarqvaré II Djaqeli, atabeg de Samtskhé. Sentant une opportunité, Bagrat VI franchit les frontières de la Géorgie orientale et se proclama roi de toute la Géorgie en 1466.
Qvarqvaré, craignant que Bagrat ne gagne trop de pouvoir, libère Georges VIII de sa captivité, mais le roi déchu ne peut récupérer son ancienne couronne. Il réussit seuelement à se proclamer roi de Kakhétie. Cela laissa la Basse Karthli à son neveu, Constantin, un autre prétendant au trône. Constantin s'établit en tant que dirigeant de facto sur une partie de la Karthli en 1469, défiant l'hégémonie de Bagrat.
Bagrat VI continue à diriger la Karthli jusqu'en 1478, date à laquelle il est de nouveau défié par Constantin.
En 1490, après des décennies de guerre, le conseil royal (darbazi) de Tbilissi décide de confirmer officiellement la division du royaume de Géorgie en quatre entités : les royaumes de Karthli, Kakhétie et Iméréthie, et la principauté de Samtskhé. Constantin II préserve la couronne de Karthli.

### Débuts
Ces nouveaux royaumes ne sont pas longtemps en paix. Peu de temps après son arrivée au pouvoir, Georges II de Kakhétie lance une expédition contre la Karthli, dans l'intention de déposer le roi David X et de conquérir son royaume. Le frère de David, Bagrat, défend avec succès le royaume et réussit à capturer Georges II dans une embuscade.
La paix ne survit pas longtemps à l'ouest non plus, car David X fait face aux incursions d'Alexandre II d'Iméréthie, qui a un peu moins de succès que son homologue kakhétien.
En 1513, le royaume de Karthli réussit une courte conquête de la Kakhétie voisine. En 1520, le royaume de Kakhétie est restauré avec le soutien des nobles locaux par Léon Bagration.
La paix d'Amasya (1555) a reconnu la Karthli, la Kakhétie et l'est du Samtskhé comme des possessions perses, tandis que l'ouest de la chaîne de Likhi tombe entre les mains des Ottomans. Au cours des deux siècles suivants, la Karthli fait partie intégrante de l'empire perse, rendant régulièrement hommage et envoyant des cadeaux au chah sous la forme de garçons et de filles pour les utiliser comme esclaves, des chevaux et du vin, perdant ainsi sa souveraineté.

### Au XVIIIe siècle
En 1747, le Chah de Perse, Nader Chah est assassiné. Profitant de cette instabilité, Teimouraz II et son fils Héraclius II, qui avaient reçu respectivement la royauté de Karthli et de Kakhétie par Nader Chah lui-même en récompense de leur loyauté, déclarent leur indépendance de facto de la Perse.
Après la mort de Teimouraz II en 1762, Héraclius II prend le contrôle de la Karthli, unifiant ainsi les deux dans le royaume éphémère de Kartl-Kakhétie.